# Microtritia tumida
Microtritia tumida är en kvalsterart som beskrevs av Wojciech Niedbała 1988. Microtritia tumida ingår i släktet Microtritia och familjen Euphthiracaridae. Inga underarter finns listade i Catalogue of Life.